# 奥罗尔茨明斯特
奥罗尔茨明斯特是奥地利上奥地利州因克赖斯地区里德县的一个市镇。总面积16平方公里，总人口2952人，人口密度184.5人/平方公里（2005年）。